# یوسف علی‌آبادی
یوسف صمدی علی‌آبادی (۱۳۲۶ در تهران - ۲۳ اردیبهشت ۱۳۸۱ در تهران) پژوهشگر حوزه فلسفه و استاد گروه فلسفه دانشگاه تربیت مدرس و دانشگاه صنعتی شریف بود. او نقش مهمی در معرفی فلسفه تحلیلی در ایران داشت. مقاله «زبان حقیقت و حقیقت زبان» مقاله‌ای کلاسیک در این زمینه محسوب می‌شود. حسین شیخ‌رضایی، مهدی نسرین، امیراحسان کرباسی‌زاده، محمدعلی حجتی و محمد سعیدی مهر از جمله شاگردان او هستند.

## زندگی
علی‌آبادی در سال ۱۳۴۴ پس از اتمام دوره دبیرستان روانه آمریکا شد و در سال ۱۳۵۰، دوره لیسانس رشته فیزیک را در دانشگاه ایلینوی به پایان برد. از همان زمان به فلسفه علاقمند شد و در کلاسهای درس فیلسوف نامدار امریکایی رابرت استالنکر حاضر می‌شد. در سال ۱۳۵۳ پس از دریافت درجه فوق لیسانس فلسفه از دانشگاه ایلینوی جنوبی به ایران آمد و پس از طی دوره‌ی سربازی، برای ادامه‌ی تحصیل، عازم انگلستان شد.
او در مدرسه علوم اقتصادی و سیاسی لندن (اِل.اِس.ای )  ، که در آن زمان به دلیل حضور کارل پوپر مهمترین مرکز فلسفه علم در انگلستان به شمار می‌رفت، ثبت‌نام کرد. در دوره‌ی ورود او به مدرسه علوم اقتصادی  لندن پوپر بازنشسته شده و جان واتکینز کرسی او را در اختیار داشت. در سال ۱۳۵۹ دوره فوق لیسانس «منطق و روش علمی» را پشت سر گذاشت و در سال ۱۳۶۵ تحصیل در دوره دکتری را آغاز کرد. در طی سالیان طولانی‌ای که علی‌آبادی به تحقیق و تدریس دراِل.اِس.ای  اشتغال داشت، دستیار علمی جان واتکینز هم بود و واتکینز وصیت کرده بود که پس از مرگش علی‌آبادی عهده‌دار میراث علمی‌اش باشد. در شهریور ۱۳۷۲، علی‌آبادی از رساله دکترایش پیرامون یکی از موضوعات فلسفه علم با موفقیت دفاع کرد. از جمله داوران رساله او، مایکل ردهد (مبرّزترین فیلسوفِ فیزیکِ انگلیسی در آن زمان) بود.
علی‌آبادی پس از فراغت از تحصیل، به ایران بازگشت و در انجمن حکمت و فلسفه و همچنین پژوهشکده تاریخ و فلسفه علم در پژوهشگاه علوم انسانی شروع به فعالیت کرد و تا پایان عمر کوتاهش علاوه بر فعالیت در این دو نهاد، به عنوان استاد مدعو در دانشگاه تربیت مدرس و دانشگاه صنعتی شریف نیز تدریس می‌کرد. او در صبح روز دوشنبه ۲۳ اردیبهشت ماه ۱۳۸۱ پس از حدود دو ماه درگیری با بیماری سرطان ریه از دنیا رفت.